# スウェーデンヒルズ
スウェーデンヒルズは、北海道石狩郡当別町の地名。森に囲まれる形の近自然型の住宅地である。2017年（平成29年）12月現在の人口は約782人。郵便番号は061-3777。

## 地理
石狩郡当別町西部の小高い丘の上にあり、スウェーデンの北欧型建築の家が立ち並ぶ住宅地となっている。
南部には北海道道81号岩見沢石狩線、保安林がある。

### 地区の特徴
- 「北海道街づくり功労者知事表彰」受賞
- 「北海道まちづくり100選」選出[3]
- 電柱が無く、電線や電話線をすべて地下に埋設している[5]。
- 住宅はスウェーデンハウス（北欧型住宅）で統一している。北欧風のかわらが葺かれたとんがり屋根を持ち、外壁はえんじ色[7]（ファールン赤）。窓は3層ガラスの木枠サッシとなっているほか、住宅全体を断熱材で覆う形となっており、冬場などに断熱効果を発揮する[5]。

## 歴史
当地を訪れたスウェーデン人が「ストックホルム郊外にそっくりだ」と言ったことをきっかけに「スウェーデンハウス」が設立され、当地区を開発することになったのが始まりである。
当別町役場によると、スウェーデン国王より「日本との交流のための足掛かりがほしい」と依頼されていた元スウェーデン大使の都倉栄二が1978年（昭和53年）に同町にゴルフに訪れた際に、ストックホルム郊外の町並みや気候風土の似ていることから交流拠点の建設を提案、翌年民間の宅地開発業者「北洋交易」が「スウェーデン村計画」を提示し、町が誘致を表明した。
1984年（昭和59年）から分譲が開始され、1985年（昭和60年）秋に最初の住民が移り住んだ。
1987年（昭和62年）の初めごろまでは住んでいたのが1世帯のみであったため、管理センターが地区内の道路の除雪を全面的に行うことで冬場の生活機能を維持した。
当地区が開発されたことも関係して、1987年（昭和62年）に当別町がスウェーデンのレクサンドと姉妹都市提携を行い、1990年（平成2年）3月にスウェーデン国王が来訪している。
スウェーデン国王の来訪をきっかけに当地の最寄り駅である石狩太美駅（現・太美駅）がスウェーデン風に改築され、1990年（平成2年）11月4日に新装開業した。

### 年譜
- 1979年（昭和54年）：宅地開発業者により「スウェーデン村計画」が提示される。
- 1986年（昭和61年）8月：交流の拠点となる「（財）スウェーデン交流センター」が完成[12]。
- 1987年（昭和62年）：スウェーデンのレクサンドと姉妹都市提携を調印[10]。
- 1990年（平成2年）
  - 3月：スウェーデン国王が来訪[5]。
  - 11月4日：石狩太美駅（現・太美駅）をスウェーデン風に改築[11]。

## 文化

### スウェーデン交流センター
地区の中心には1986年（昭和61年）8月に開設。イベントなどが開催されるホールのほか、ガラス工芸などの工房もあり、芸術家が活動拠点とすると共に、工芸教室なども開かれている。

### 夏至祭
夏至の前後には北欧風の夏祭りである夏至祭が行われる。
この祭りではシンボルとして、高さ約10ｍの白樺の木柱を小枝や葉で飾って愛と自由、永久の緑などを表すとされる「マイストング」を広場の中心に参加者たちの手で立てられる。
その「マイストング」を囲んで周囲でフォークダンスを踊るが、その際に北欧の民族衣装を着て踊る人も見られる。
「マイストング」を立てる際には郷土芸能の当別太鼓が打ち鳴らされるなど、北欧と地元の伝統が入り混じるのも特徴である。
スウェーデンからの留学生が札幌周辺にいる場合には招かれ、一緒に参加することもある。
2024年 ( 令和6年) の当別町第39回夏至祭は、6月23日（日）に当別町北欧の風 道の駅とうべつとスウェーデンヒルズ内スウェーデン交流センターとスウェーデン公園で開催される。

## 交通
- JR北海道 札沼線（学園都市線） 太美駅
- 当別ふれあいバス (当別町のコミュニティバスであり、当別町内太美駅と当別駅を連絡する形で運転されている。一部の便は札幌市北区にあるあいの里教育大駅 にも発着する )

## 施設
- スウェーデン交流センター[12][5]
- スウェーデンヒルズゴルフ倶楽部

### 公園・広場
- ヴェステン公園
- エステン公園
- スウェーデン公園
- レクサンド公園
- ルンド公園
- テニスコート･公園
- ニルスなかよし広場